# Мочалов Юрій Володимирович
Мочалов Юрій Володимирович (рос. Мочалов Юрий Владимирович; 1948–2014) — радянський і російський актор театру і кіно.

## Біографія
Юрій Мочалов народився 5 листопада 1948 року. У 1974 році закінчив школу-студію МХАТ (курс А. М. Карева). Служив актором Московського художнього академічного театру ім. М. Горького. Грав в таких спектаклях, як «Тамада», «Сталевари», «Синя птіца», «Наполеон в Кремлі». У кіно дебютував в 1963 році в епізодичній ролі у фільмі режисерів Олександра Сірого і Анатолія Бобровського «Постріл в тумані». Знімався в фільмах на різних кіностудіях. На кіностудії імені А. П. Довженко знявся в фільмах «Бунтівний «Оріон»» (1978), «Розколоте небо» (1979), «Сімейна справа» (1982).

## Фільмографія

### Актор
- 1963 — Постріл в тумані
- 1973 — Справи серцеві
- 1974 — Ходіння по муках. Північ
- 1976 — Червоне та чорне
- 1977 — Чеховські сторінки
- 1977 — Власна думка
- 1978 — Іванцов, Петров, Сидоров
- 1978 — Оксамитовий сезон
- 1978 — Бунтівний «Оріон» — Стіва Бобрін
- 1979 — Розколоте небо
- 1981 — Джерело
- 1982 — Сімейна справа
- 1983 — Оглянься!
- 1984 — Право на вибір — Зеленцов
- 1987 — Запам'ятайте мене такою
- 1993 — Сніданок з видом на Ельбрус